# Drottnar
I Drottnar sono una band norvegese di metal estremo proveniente da Fredrikstad. Formatasi nel 1996, la band ha pubblicato quattro album, Spiritual Battle (2000), Welterwerk (2006), Stratum (2012) e Monolith (2019) insieme ad un EP intitolato Anamorphosis (2003). Il primo album è stato pubblicato dall'etichetta britannica Plankton Records. Attualmente sono sotto contratto con l'etichetta svedese Endtime Productions (Extol, Antestor, Crimson Moonlight).
Drottnar è il plurale (sing. Drottinn, norvegese "Drott") di una parola islandese che indica "padrone", "sovrano" o "re". Originariamente impostata su reminiscenze vichinghe, la band è attualmente nota per le sue tematiche peculiari e per gli spettacoli dal vivo in cui sfoggiano uniformi militari che ricordano lo stile sovietico.

## Storia
La band viene fondata con il nome Vitality nel 1996 dai fratelli Lind: il cantante Sven-Erik Lind, il chitarrista-tastierista Karl Fredrik Lind, il batterista Glenn-David Lind e il bassista Bjarne Peder Lind. Questi hanno registrato le loro prime due demo agli X-Ray Studios. La prima, intitolata Doom of Antichrist, è stata rilasciata nel maggio 1996.
Nel 1998, il nome fu cambiato in Drottnar e a settembre fu registrato una demo intitolata A White Realm.
Nel 2000, la band ha pubblicato entrambe le demo in un album intitolato Spiritual Battle, pubblicato dall'etichetta britannica Plankton Records. I brani sono stati per quest'occasione rimasterizzati. Il disco è stato ben accolto da Cross Rhythms Magazine.
Un anno dopo, i Drottnar entrarono nello studio della Black Woods Productions e registrarono un brano intitolato "Trellebaand Maa Briste" per la compilation dell'etichetta svedese Endtime Productions In the Shadow of Death.
Successivamente la band ha modificato la sua immagine utilizzando elementi marziali (ad esempio le maschere antigas) come parte dei suoi spettacoli dal vivo. Nel 2003, i Drottnar hanno registrato un EP intitolato Anamorphosis per l'etichetta norvegese Momentum Scandinavia. L'EP è limitato a 850 copie e contiene tre canzoni più una parte introduttiva nelle quali si sente a più riprese l'uso del violino. Considerata la defezione del bassista Bjarne Peder Lind prima che l'album fosse registrato, i Drottnar hanno provveduto ad inserire nella formazione il bassista Håvar Wormdahl. Oltre ad esso entrò nell'organico anche il chitarrista Bengt Olsson.
Nel 2005, la band ha firmato un contratto con la Endtime Productions appoggiandosi ai Subsonic Studios per registrare nuovo materiale. Alcuni elementi come le parti aggiunte di tromba, sono stati registrati a Ostrava, Repubblica Ceca da Jan-Espen S. Schildmann. Nell'aprile 2006, la band ha pubblicato un album intitolato Welterwerk. Hanno quindi pubblicato, a scopo promozionale, anche un singolo in vinile da 7 pollici intitolato Ad Hoc Revolt. Al momento della pubblicazione del disco, la band iniziò a sfoggiare le insegne militari dell'inizio del XX secolo come parte della loro immagine.
I Drottnar si sono esibiti con gruppi come i Grimfist e gli Extol. La band ha fatto un breve tour negli Stati Uniti nell'estate del 2008, esibendosi al Cornerstone Festival.
Il 1º febbraio 2009, la band ha annunciato che stava registrando un nuovo album. Il giorno successivo, i Drottnar hanno annunciato la separazione dal chitarrista Bengt Olsson. Tuttavia, il 12 agosto dello stesso anno, la band ha fatto sapere che Olsson si era nuovamente unito ai Drottnar. Un singolo dall'album, "Lucid Stratum", è stato rilasciato l'8 novembre 2011. Il 13 ottobre 2012, la band ha pubblicato il nuovo album, intitolato Stratum, in formato digitale, oltre a un video musicale per la canzone "We March".  Nel 2017 la band ha pubblicato il primo di tre EP, Monolith I, seguito da Monolith II e Monolith III nel 2018. Tutti e tre hanno ricevuto elogi molto positivi dai fan, mettendo in mostra un suono più grezzo, ancora più sperimentale rispetto al materiale precedente.

## Esibizioni nei festival
i Drottnar hanno suonato in importanti festival come l'Endtime Fest in Svezia, il Nordic Fest in Norvegia, il Brainstorm Fest in Olanda, l'Elements of Rock in Svizzera,  e l'Immortal Metal Fest in Finlandia.

## Testi e tematiche
All'inizio i testi della band si concentravano sul cristianesimo con un approccio brutale ed estremo; i testi dell'album Spiritual Battle sono stati ispirati dal Libro dell'Apocalisse e trattavano principalmente della devastazione del mondo spirituale. I membri della band hanno detto "La scena black metal norvegese non influenza i nostri testi, ma i testi sono ancora scritti secondo modalità black metal, adattandosi bene alla nostra musica".
Attualmente i Drottnar ha avuto una peculiarità per diversi anni, ossia l'uso di elementi di reminiscenza sovietica e ceca: i titoli delle canzoni e i testi contengono parole e metafore che rimandano all'immaginario sovietico, alcune canzoni contengono campionamenti di trasmissioni radiofoniche del XX secolo, e ai concerti tutti i membri della band usavano uniformi sovietiche. Il cantante Sven-Erik Lind utilizza sovente effetti come i megafoni per creare un'atmosfera militare.

## Stile
Lo stile generale dei Drottnar è stato descritto come black metal, death/doom, e folk metal. In Spiritual Battle, la band è stata paragonata ai Groms, agli Extol e agli Antestor: qui Sven-Erik ha utilizzato uno stile vocale che andava dal ringhio a tonalità più acute. Con l'uscita di Welterwerk, i Drottnar hanno ampliato il proprio stile, "tentando di piazzarsi da qualche parte tra gli Atheist, gli Extol e il materiale più complesso dei Mayhem e quasi riuscendo a centrare il bersaglio".

## Formazione
- Karl Fredrik Lind – voce, chitarra
- Håvar Wormdahl – basso
- Glenn-David Lind – batteria

Membri passati
- Sven-Erik Lind – voce (1996-2013)
- Bengt Olsson – chitarra (1996-2013)
- Bjarne Peder Lind – basso (1996-2003)

## Discografia

### Album in studio
- Welterwerk (2006, Endtime Productions)
- Stratum (2012, Endtime Productions)
- Monolith (2019, Endtime Productions)

### Singoli
- "Lucid Stratum" Single (2011, Endtime Productions)
- "Wolves and Lambs' Single (2016, Endtime Productions)

### EP
- Anamorphosis EP (2003, Momentum Scandinavia)
- Ad Hoc Revolt EP (2006, Endtime Productions)
- Monolith I EP (2017, Endtime Productions)
- Monolith II EP (2018, Endtime Productions)
- Monolith III EP (2018, Endtime Productions)

### Demo
- Doom of Antichrist (Demo, 1997) come Vitality
- Demo 96/97 (Demo, 1997) come Vitality
- A White Realm (Demo, 1998)

### Raccolte
- Spiritual Battle (Compilation, 2000, Plankton Records)